# Wsiewołod Bajkin
Wsiewołod Siergiejewicz Bajkin (ros. Всеволод Сергеевич Байкин) (ur. w 1898 r. w Wilnie, zm. 1989) – rosyjski dziennikarz, emigracyjny poeta i publicysta, wykładowca akademicki.
W Rosji pełnił funkcję redaktora moskiewskiego pisma „Swobodnyj czas”. Podczas wojny domowej wyjechał do Polski. Zamieszkał w Warszawie. Pisał wiersze. W latach 1921–1925 należał do rosyjskiej emigracyjnej grupy literackiej „Tawerna poetów”. Następnie powrócił do Wilna. Od 1930 r. był wykładowcą języka rosyjskiego i literatury starorosyjskiej na Uniwersytecie Stefana Batorego. Pisał słowniki języka rosyjskiego przeznaczone dla Polaków. Uczestniczył w pracach sekcji literacko-artystycznej Wileńskiego Stowarzyszenia Rosyjskiego. Wszedł w skład „Wileńskiej Wspólnoty poetów”. Pisał artykuły literackie do prasy rosyjskiej i polskiej. Był autorem recenzji publikacji dotyczących pisarzy rosyjskich w biuletynie „Balticoslavica” Instytutu Badań nad Wschodnią Europą. Współpracował ze Stowarzyszeniem Literackim im. A. Mickiewicza.